# داريو فريجو
داريو فريجو (بالإيطالية: Dario Frigo)‏ مواليد 18 سبتمبر 1973 في سارونو، إيطاليا، هو دراج إيطالي سابق في صنف سباق الدراجات على الطريق.

## سجل النتائج

### سباقات أو مراحل فاز بها
- طواف فرنسا
- طواف إيطاليا

## روابط خارجية
- داريو فريجو على موقع أرشيف الدراجات (الإنجليزية)
- داريو فريجو على موقع إحصائيات الدراجات الإحترافية (الإنجليزية)
- داريو فريجو على موقع نسبة الدراجات (الإنجليزية)
- داريو فريجو على موقع CycleBase (الإنجليزية)